# Рейнольдс (Манітоба)
Рейнольдс (англ. Reynolds) — сільський муніципалітет в Канаді, у провінції Манітоба.

## Населення
За даними перепису 2016 року, сільський муніципалітет нараховував 1338 осіб, показавши зростання на 4,1%, порівняно з 2011-м роком. Середня густина населення становила 0,4 осіб/км².
З офіційних мов обидвома одночасно володіли 140 жителів, тільки англійською — 1 195. Усього 170 осіб вважали рідною мовою не одну з офіційних, з них 40 — українську.
Працездатне населення становило 63,8% усього населення, рівень безробіття — 9,2% (6,2% серед чоловіків та 11,5% серед жінок). 78,7% осіб були найманими працівниками, а 19,9% — самозайнятими.
Середній дохід на особу становив $39 772 (медіана $31 584), при цьому для чоловіків — $47 750, а для жінок $30 598 (медіани — $39 808 та $22 848 відповідно).
25% мешканців мали закінчену шкільну освіту, не мали закінченої шкільної освіти — 36,8%, 38,6% мали післяшкільну освіту, з яких 16,5% мали диплом бакалавра, або вищий.
| Статево-вікова структура населення | Статево-вікова структура населення | Статево-вікова структура населення | Статево-вікова структура населення | Статево-вікова структура населення |
| ---------------------------------- | ---------------------------------- | ---------------------------------- | ---------------------------------- | ---------------------------------- |
|                                    |                                    |                                    |                                    |                                    |
| Всього                             | Всього                             | 53,2%46,8%                         |                                    |                                    |
| 0 — 14 років                       | 0 — 14 років                       |                                    | 15,4%                              | 15,4%                              |
| 15 — 64 років                      | 15 — 64 років                      |                                    | 65,8%                              | 65,8%                              |
| 65 і більше                        | 65 і більше                        |                                    | 18,8%                              | 18,8%                              |
| 85 і більше                        | 85 і більше                        |                                    | 0,8%                               | 0,8%                               |
| Середній вік (років)               | Середній вік (років)               | 43,243,0                           | 43,1                               | 43,1                               |
| Медіана (років)                    | Медіана (років)                    | 47,146,9                           | 47,1                               | 47,1                               |
| — чоловіки — жінки                 |                                    |                                    |                                    |                                    |

| Походження мешканців:     | Походження мешканців:     | Походження мешканців: | Походження мешканців: | Походження мешканців: |
| ------------------------- | ------------------------- | --------------------- | --------------------- | --------------------- |
| Походження                |                           |                       | осіб                  | %                     |
| Корінні американці        | Корінні американці        |                       | 205                   | 15.36%                |
| Інше північноамериканське | Інше північноамериканське |                       | 390                   | 29.21%                |
| Європейське               | Європейське               |                       | 1 140                 | 85.39%                |
| британське                | британське                |                       | 475                   | 35.58%                |
| французьке                | французьке                |                       | 250                   | 18.73%                |
| українське                | українське                |                       | 305                   | 22.85%                |
| Африканське               | Африканське               |                       | 10                    | 0.75%                 |
| Азійське                  | Азійське                  |                       | 10                    | 0.75%                 |

| Зайнятість населення за галузями (за класифікацією NOC): | Зайнятість населення за галузями (за класифікацією NOC): | Зайнятість населення за галузями (за класифікацією NOC): | Зайнятість населення за галузями (за класифікацією NOC): | Зайнятість населення за галузями (за класифікацією NOC): |
| -------------------------------------------------------- | -------------------------------------------------------- | -------------------------------------------------------- | -------------------------------------------------------- | -------------------------------------------------------- |
|                                                          |                                                          |                                                          |                                                          |                                                          |
| Управління                                               | Управління                                               |                                                          | 12,2%                                                    | 12,2%                                                    |
| Бізнес, фінанси та адміністрування                       | Бізнес, фінанси та адміністрування                       |                                                          | 9,4%                                                     | 9,4%                                                     |
| Природничі та прикладні науки                            | Природничі та прикладні науки                            |                                                          | 3,6%                                                     | 3,6%                                                     |
| Охорона здоров'я                                         | Охорона здоров'я                                         |                                                          | 5%                                                       | 5%                                                       |
| Освіта, правозахист, муніципальні та урядові служби      | Освіта, правозахист, муніципальні та урядові служби      |                                                          | 7,9%                                                     | 7,9%                                                     |
| Мистецтво, культура, відпочинок та спорт                 | Мистецтво, культура, відпочинок та спорт                 |                                                          | 1,4%                                                     | 1,4%                                                     |
| Роздрібна торгівля та послуги                            | Роздрібна торгівля та послуги                            |                                                          | 13,7%                                                    | 13,7%                                                    |
| Гуртова торгівля, транспорт та обладнання                | Гуртова торгівля, транспорт та обладнання                |                                                          | 36,7%                                                    | 36,7%                                                    |
| Природні ресурси, сільське господарство                  | Природні ресурси, сільське господарство                  |                                                          | 6,5%                                                     | 6,5%                                                     |
| Виробництво                                              | Виробництво                                              |                                                          | 5%                                                       | 5%                                                       |

## Клімат
Середня річна температура становить 2,3°C, середня максимальна – 23,4°C, а середня мінімальна – -24,1°C. Середня річна кількість опадів – 627 мм.
| Клімат поселення                              | Клімат поселення | Клімат поселення | Клімат поселення | Клімат поселення | Клімат поселення | Клімат поселення | Клімат поселення | Клімат поселення | Клімат поселення | Клімат поселення | Клімат поселення | Клімат поселення | Клімат поселення |
| Показник                                      | Січ.             | Лют.             | Бер.             | Квіт.            | Трав.            | Черв.            | Лип.             | Серп.            | Вер.             | Жовт.            | Лист.            | Груд.            |                  |
| Середній максимум, °C                         | −11,8            | −7,59            | −0,1             | 9,30             | 17,24            | 22,51            | 23,36            | 22,25            | 16,67            | 9,88             | −0,24            | −9,77            |                  |
| Середня температура, °C                       | −17,97           | −13,7            | −6,29            | 3,10             | 11,08            | 16,40            | 18,72            | 17,60            | 12,00            | 5,24             | −4,89            | −14,4            |                  |
| Середній мінімум, °C                          | −24,1            | −19,9            | −12,4            | −3,01            | 4,91             | 10,20            | 14,08            | 12,96            | 7,39             | 0,61             | −9,51            | −19,05           |                  |
| Норма опадів, мм                              | 29               | 20               | 29               | 31               | 71               | 101              | 90               | 73               | 63               | 50               | 38               | 32               |                  |
| Середньомісячна швидкість вітру, м/с          | 3.50             | 3.50             | 3.71             | 3.90             | 4.00             | 3.60             | 3.30             | 3.40             | 3.80             | 4.04             | 4.00             | 3.60             |                  |
| Середньомісячна сонячна радіація, кДж/м²·день | 4248             | 7499             | 12297            | 17078            | 19792            | 20786            | 21246            | 18060            | 12534            | 7345             | 4111             | 3122             |                  |
| --------------------------------------------- | ---------------- | ---------------- | ---------------- | ---------------- | ---------------- | ---------------- | ---------------- | ---------------- | ---------------- | ---------------- | ---------------- | ---------------- | ---------------- |
| Джерело:                                      |                  |                  |                  |                  |                  |                  |                  |                  |                  |                  |                  |                  |                  |